# Chabiha
Les chabiha (arabe syrien : شبيحة (šabbīḥa), prononcé [ʃabˈbiːħa], aussi transcrit chabbiha, shabbiha ou chabeeha ; traduction approximative : « spectres, apparitions fantômatiques »), à l'origine des gangs mafieux, sont désormais des groupes d'hommes armés en tenue civile qui agissent pour le gouvernement du parti Baas de Syrie, dirigé par la famille de Bachar el-Assad. L'opposition syrienne, plusieurs gouvernements étrangers[précision nécessaire], et les groupes de défense des droits de l'homme affirment tous que les chabiha sont un outil du régime pour réprimer et terroriser la dissidence et la population.
L'Observatoire syrien des droits de l'homme (OSDH) a déclaré que certains des chabiha sont des mercenaires. Les milices chabiha sont également accusées par le Sunday Times de voler des antiquités romaines et de les vendre sur le marché noir en Syrie et au Liban.
Selon le Arab Center for Research and Policy Studies, les chabiha sont des gangs loyalistes du gouvernement composés majoritairement d'Alaouites, l’ethnie chiite à laquelle Bachar el-Assad appartient,,. Cependant, certains chabiha opérant à Alep ont été signalés comme musulmans sunnites. Selon l'Organisation arabe des droits humains, ceux qui sont identifiés comme chabiha comprennent non seulement des bandes criminelles locales, mais « des membres des forces de sécurité en civil, des informateurs, ou simplement des jeunes chômeurs appauvris ».
Selon les membres d'Amnesty International, les chabiha ont joué un rôle actif dans les efforts pour réprimer l'opposition à la guerre civile syrienne et ressemblent aux baltaguias d'Égypte, aux Balatija du Yémen et aux Bassidji d'Iran : des gangs à qui les régimes auraient « sous-traité » la répression pendant les manifestations de masse du Printemps arabe,. Les habitants, en Syrie, affirment qu'ils ont effectué un nettoyage ethnique.

## Avant la guerre civile syrienne
Le terme chabbiha entre dans le langage courant syrien dès 1976, il désigne des gangs mafieux, composés majoritairement de jeunes alaouites et dont les chefs appartiennent aux grandes familles alaouites liées au clan Assad, et notamment à deux fils de Jamil el-Assad, Munzer et Fawaz el-Assad.
Selon des chabiha interviewés en privé par The Star, les chabiha ont été fondés dans les années 1980 par Namir al-Assad, cousin de l'ancien président Hafez el-Assad, et Rifaat el-Assad, frère de l'ancien président. Ils étaient initialement concentrés dans la région méditerranéenne de la Syrie autour de Lattaquié, Banias et Tartous, où ils bénéficiaient de la contrebande à travers les ports de la région,. Les chabiha ont été nommés ainsi à l'origine d'après le mot arabe chabih désignant un « fantôme » ou aussi la Mercedes S600, qui était populaire pour son coffre de taille adaptée à la contrebande et était appelée chabah,,. À la fin des années 1980 et au début des années 1990, ils faisaient la contrebande de nourriture, de cigarettes et de produits de base, subventionnés par le gouvernement, à partir de la Syrie vers le Liban, et les vendaient avec un bénéfice énorme, tandis que des voitures de luxe, des armes et des drogues étaient introduites clandestinement dans le sens inverse depuis le Liban, par la vallée de la Bekaa, dans l'économie contrôlée par l'État de la Syrie,.
Les gardes chabiha, qui avaient chacun leur fidélité à différents membres de la famille Assad étendue, étaient intouchables et opéraient en toute impunité de la part des autorités locales, tels des mafieux,. Ils gagnèrent en notoriété dans les années 1990 pour la manière brutale dont ils appliquaient leurs rackets à Lattaquié, et étaient connus pour leur cruauté et la dévotion aveugle à leurs dirigeants. Au milieu des années 1990, ils étaient devenus incontrôlables, et le président Hafez el-Assad chargea son fils Bassel el-Assad de sévir contre eux, ce qu'il fit avec succès. En 2000, lorsque Bachar el-Assad arriva au pouvoir, ils furent dissous en apparence, mais après le soulèvement qui a commencé en mars 2011, les gangs chabiha, devenus milices chabiha, furent de nouveau approuvés par le gouvernement d'Assad.
L'écrivain dissident Yassin al-Haj Saleh dit des chabbiha qu’ils sont « la face obscure du régime ».

## Guerre civile syrienne
Pendant la guerre civile syrienne, les chabiha sont d'abord chargés de réprimer violemment les manifestations pacifiques. Ils frappent les manifestants, le plus souvent avec des armes légères, ce qui a pour effet de les faire fuir, et permet ainsi aux services de renseignement sécurité de les arrêter. Les chabiha se mettent au service des services de sécurité mais opèrent en dehors de tout cadre légal et institutionnel,,.
Les chabiha ont également une autre fonction récurrente : terroriser des populations, en perpétrant des descentes, pillages et massacres de civils dans des quartiers et des villages.
Ils sont accusés par les habitants syriens, par la presse étrangère et par les associations de défense des droits humains d'attaquer et de tuer des manifestants. En mars 2011, des activistes ont signalé que des chabiha avaient conduit des voitures armées de mitrailleuses à travers Lattaquié en tirant sur les manifestants, puis avaient pris des positions de sniper sur les toits, tuant jusqu'à 21 personnes. Il a été rapporté par des activistes locaux que les 18 et 19 avril, les chabiha et les forces de sécurité avaient tué 21 manifestants à Homs.
En mai, Foreign Affairs indique que les chabiha avaient rejoint la 4e division blindée et attaqué des civils dans les villes de Banias, Jableh et Lattaquié. Un mois plus tard, en juin, des témoins et des réfugiés de la région du Nord-Ouest ont dit que les chabiha étaient réapparus pendant le soulèvement et étaient utilisés par le gouvernement syrien pour mener « une campagne de terre brûlée […] en brûlant les récoltes, saccageant des maisons et tirant au hasard ». Le Washington Post a rapporté un cas dans lequel quatre sœurs auraient été violées par des membres des chabiha.
En juin 2012, des membres des chabiha ont reçu jusqu'à 130 $ par jour pour attaquer les habitants. Beaucoup de chabiha ont été décrits par les habitants comme ayant des crânes rasés, des barbes minces et des baskets blanches. Il a également été signalé par des habitants syriens que certains éléments des chabiha envisageaient de débarrasser des villages sunnites le Nord-Ouest alaouite dans l'espoir de créer un État croupion facilement défendable. Un milicien a dit qu'il était prêt à tuer des femmes et des enfants pour défendre ses amis, sa famille et son président : « Les femmes sunnites donnent naissance à des bébés qui nous combattront dans les années à venir, nous avons donc le droit de combattre tous ceux qui peuvent nous faire du mal à l'avenir ».
En juillet, un membre présumé des chabiha capturé a avoué avoir pillé et assassiné, déclarant que c'était pour « l'argent et le pouvoir ».

### Rôle probable dans le massacre de Houla
Le 25 mai 2012, 78 personnes, dont 49 enfants, ont été tués dans deux villages contrôlés par l'opposition dans la région de Houla en Syrie, un groupe de villages au nord de Homs. Bien qu'une faible proportion de ces décès semble avoir résulté de l'artillerie et des patrouilles de chars utilisées contre les villages, la presse étrangère a annoncé ensuite que la plupart des victimes du massacre avaient été « exécutées sommairement dans deux incidents distincts », et que des témoins avaient affirmé que les chabihas étaient les auteurs les plus probables. Des habitants rescapés ont décrit comment les chabihas, de villages chiites / alaouites au sud et à l'ouest de Houla (Kabu et Felleh ont été nommés à plusieurs reprises) sont entrés dans la ville après le bombardement du terrain pendant plusieurs heures. Selon un témoin oculaire, les tueurs avaient écrit des slogans chiites sur leurs fronts. L'ONU a indiqué que « des familles entières avaient été tuées dans leurs maisons », et une vidéo a fait apparaître des enfants au crâne fendu. D'autres ont été fusillés ou poignardés à mort, certains égorgés.
Les quinze pays du Conseil de sécurité des Nations unies ont unanimement condamné le massacre,, la Russie et la Chine acceptant une résolution sur la guerre civile syrienne pour la première fois. Les États-Unis, le Royaume-Uni, et onze autres nations (Pays-Bas, Australie, France, Allemagne, Italie, Japon, Espagne, Bulgarie, Canada et Turquie) ont expulsé conjointement les ambassadeurs et diplomates syriens,.

### Rôle supposé dans le massacre d'al-Koubeir
Un autre massacre a été signalé, sans être l'objet d'une enquête, par des villageois et des activistes, comme ayant eu lieu dans le village syrien d'Al-Koubeir le 6 juin 2012, deux semaines seulement après la tuerie de Houla. Selon la BBC News, Al-Koubeir est un habitat agricole faisant partie du village de Maarzaf.
Selon des activistes, 28 personnes ont été tuées, dont beaucoup de femmes et d'enfants. Le lendemain du massacre, des observateurs de la Mission de supervision des Nations unies en Syrie (MISNUS) ont tenté d'entrer dans Al-Koubeir pour vérifier les rapports, mais ont essuyé des tirs et ont été forcés à battre en retraite par des milices armées sunnites qui étaient entrées dans la ville la veille. Les victimes auraient été poignardées et tuées par des forces chabiha loyales au gouvernement de Bachar el-Assad, selon les familles des victimes,,,.

## Direction
Dans la région côtière, le groupe serait dirigé par Fawaz el-Assad et Munzer el-Assad, cousins germains du président Assad. Une autre source, Mahmoud Merhi, chef de l'Organisation arabe des droits de l'homme, aurait déclaré que « l'opinion de la plupart des Syriens » est que les chabiha « opèrent sans aucune organisation ni direction connue. » Les hommes d'affaires sunnites et alaouites qui protègent leurs propres intérêts dans le pays sont soupçonnés de payer ces groupes.